# لوامو غارسيا
لوامو غارسيا (1 مايو 1985 بلواندا في أنغولا - ) هو لاعب كرة قدم بلجيكي في مركز الهجوم. لعب مع آر كي سي فالفيك وفي في في فينلو ونادي جينك وEthnikos Asteras F.C. ‏ وألكي لارانكا ‏.